# Achias nigricoxa
Achias nigricoxa är en tvåvingeart som beskrevs av Mcalpine 1994. Achias nigricoxa ingår i släktet Achias och familjen bredmunsflugor. Inga underarter finns listade i Catalogue of Life.